# Barcelona–Latour-de-Carol - Enveitg-vasútvonal
A Barcelona–Latour-de-Carol - Enveitg-vasútvonal egy 150 km hosszúságú, egyvágányú, 3 kV egyenárammal villamosított 1668 mm nyomtávolságú  vasútvonal a Barcelona és Gare de Latour-de-Carol - Enveitg között Spanyolországban és egy rövid szakaszon Franciaországban. A vasútvonal a 150 km-es hossza alatt több mint 1200 métert emelkedik.
Tulajdonosa az ADIF, a járatokat az RENFE üzemelteti.

## Története
A vasútvonalat eredetileg a Pireneusok déli lejtőjén a San Juan de las Abadesas bányáiban kitermelt szén szállítására építették Barcelona felé. 1876-ban a Granollers és Vic közötti szakasz épült meg, 1880-ban San Juan de las Abadesas városáig hosszabbították meg. Granollers állomásnál a vonal nem Barcelona felé folytatódott tovább, hanem a Barcelona-Cerbère-vasútvonalba csatlakozott. mivel az utóbbi vasútvonal egy másik vasúttársasághoz tartozott, ezért pályahasználati díjat kellett fizetni. A Ferrocarril y minas de San Juan de las Abadesas társaság ezért Les Franqueses del Vallès településen új állomást épített.
Ripoll városától, a San Juan de las Abadesas végpontja közelében, 1919-ben létrejött egy ág Ribes de Freser felé, amelyet 1922 végén továbbépítettek Puigcerdà határvárosba, majd onnan 1928-ban Latour-de-Carol - Enveitg francia határállomásra. Az út ezen szakaszát kevésbé a szén szállításához használták, helyette elsősorban a határokon átnyúló személy- és teherfuvarozáshoz. 1929-ben Franciaországból egy párhuzamos normál nyomtávolságú vasútvonal épült Puigcerdà állomáshoz, amely keresztezte a spanyol széles nyomtávot az északi végén. Mindkét határállomáson lehetőség volt az áruk kezelésére és átrakodására. A francia pályán a forgalom időközben megszűnt.
Ripoll és San Juan de las Abadesas között a forgalom 1980-ban megszűnt.

## Forgalom
A barcelonai regionális közlekedési hálózat Línea R3 járata jelenleg L'Hospitalet de Llobregatból indul Barcelona-Santson keresztül Latour-de-Carolig - Enveitgig közlekedik.

## Képgaléria

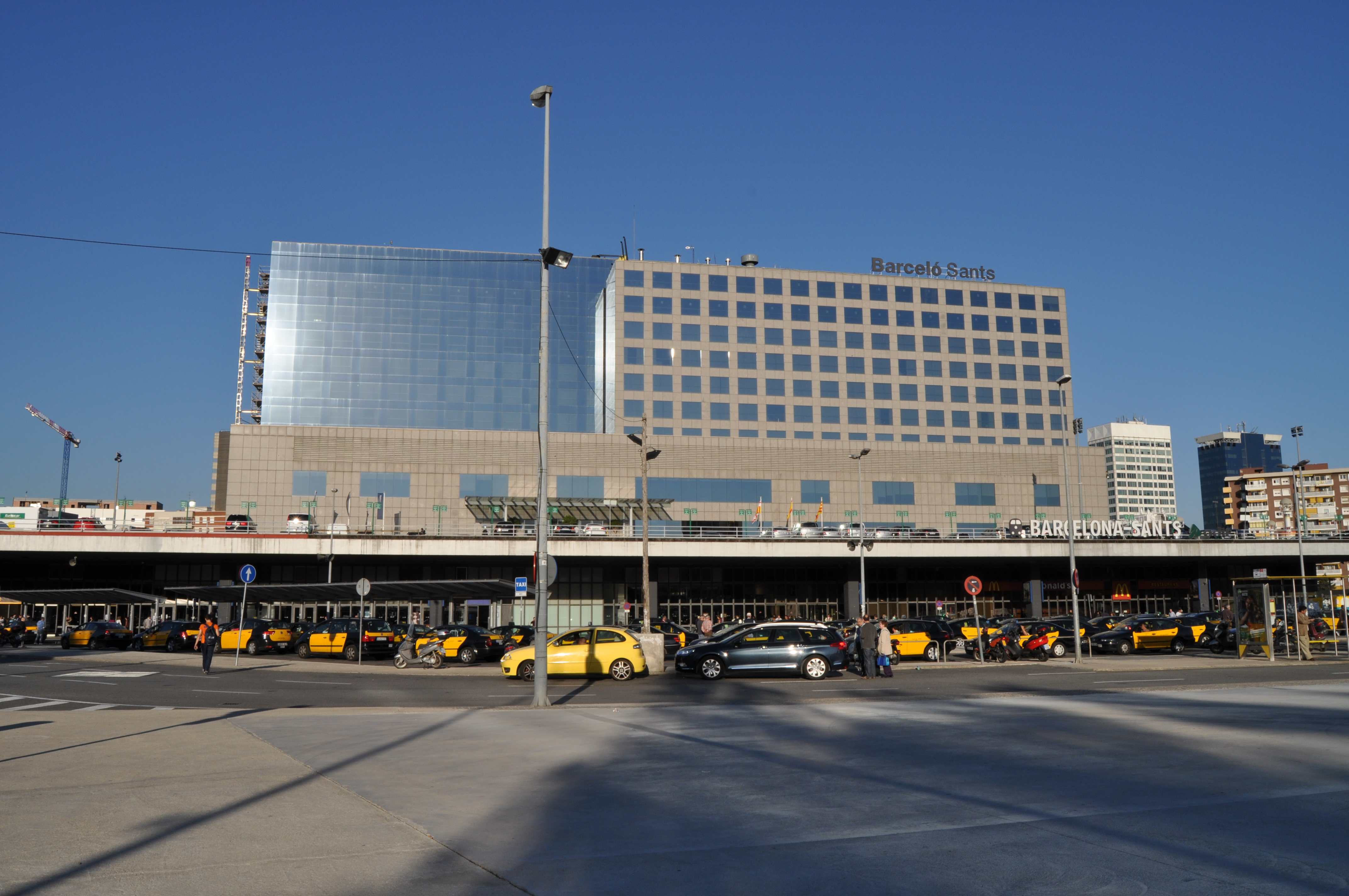
Barcelona-Sants
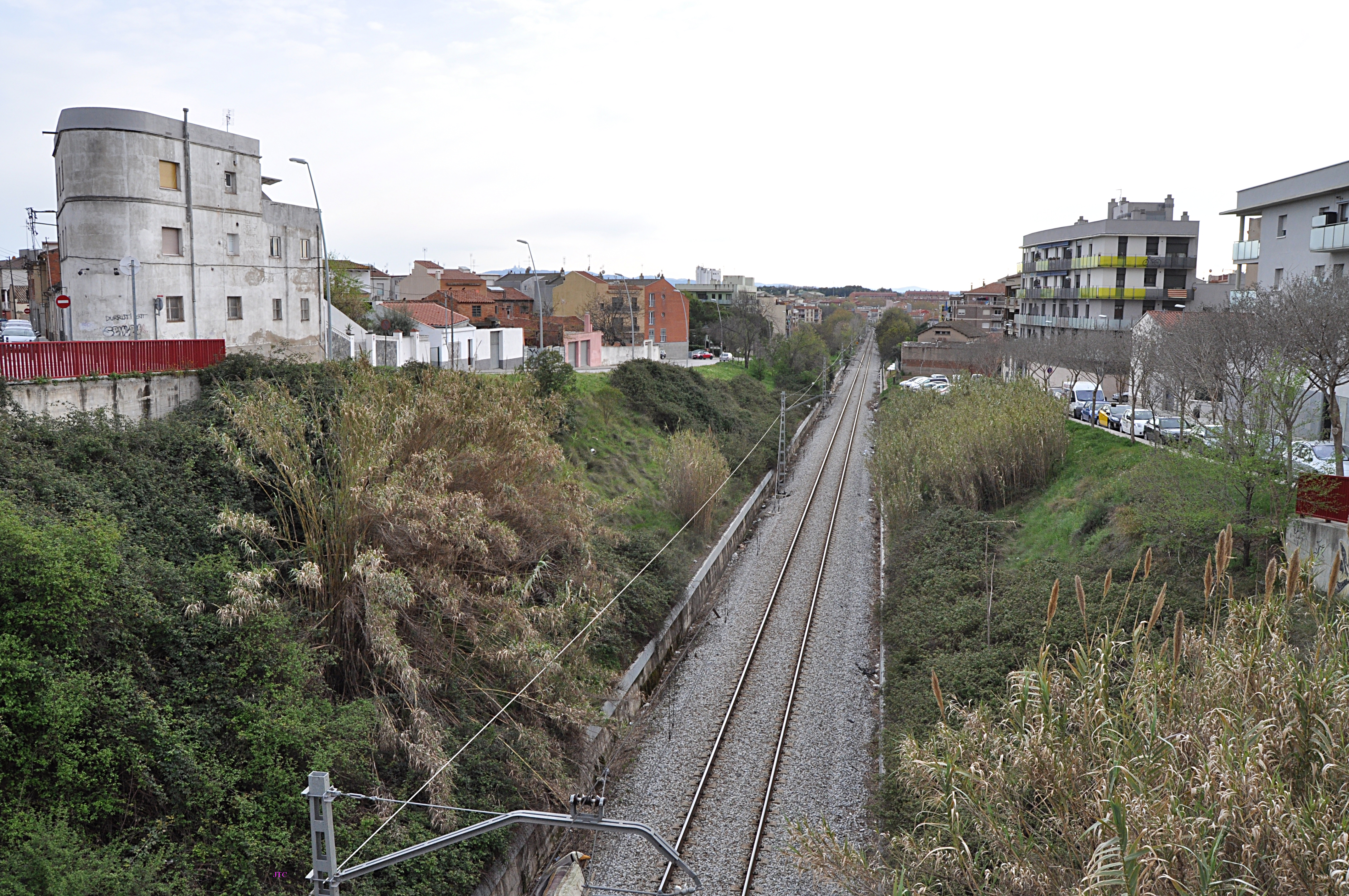
A vasútvonal Mollet del Vallès közelében
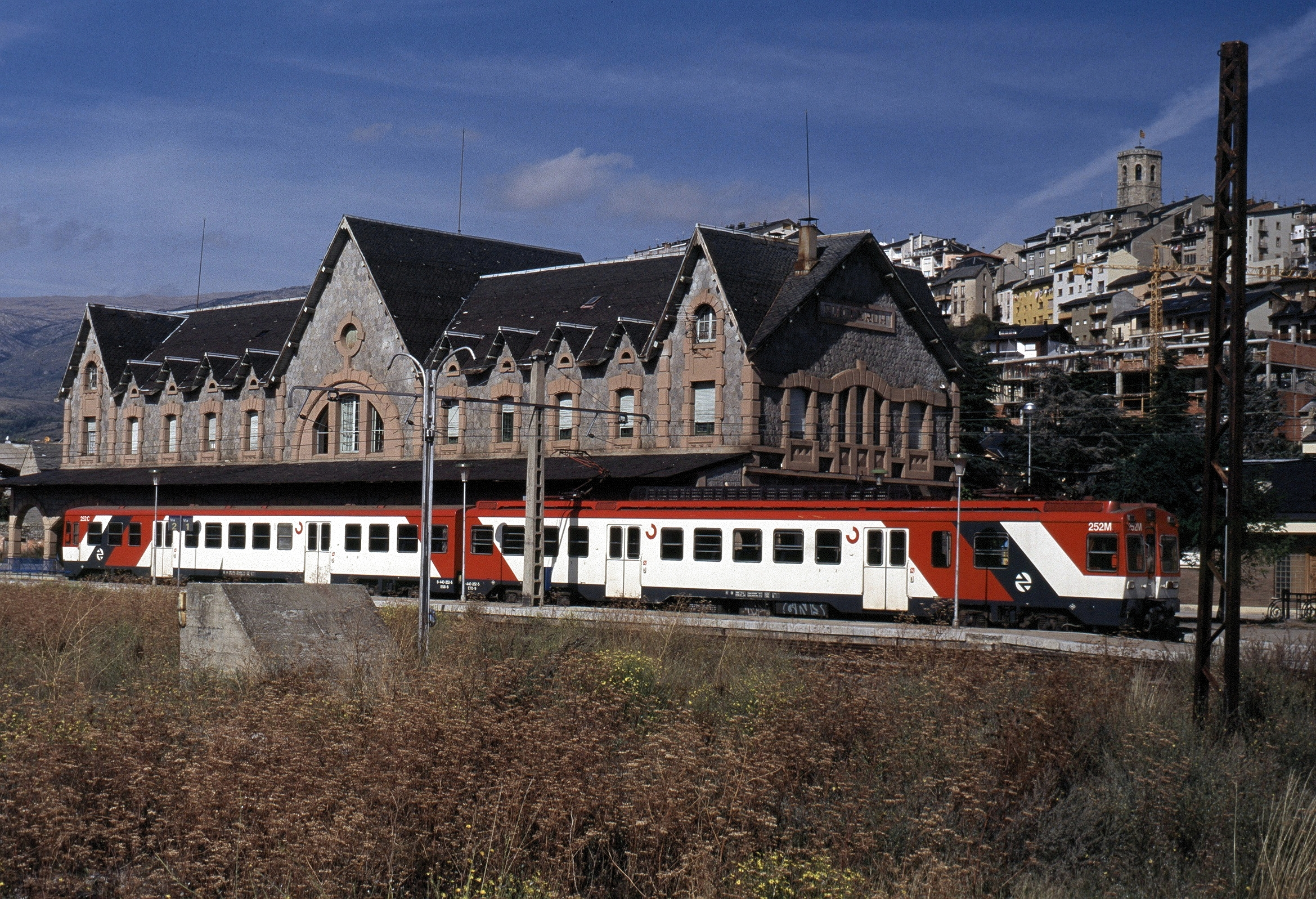
Puigcerdà állomás egy RENFE regionális vonattal 1998-ból
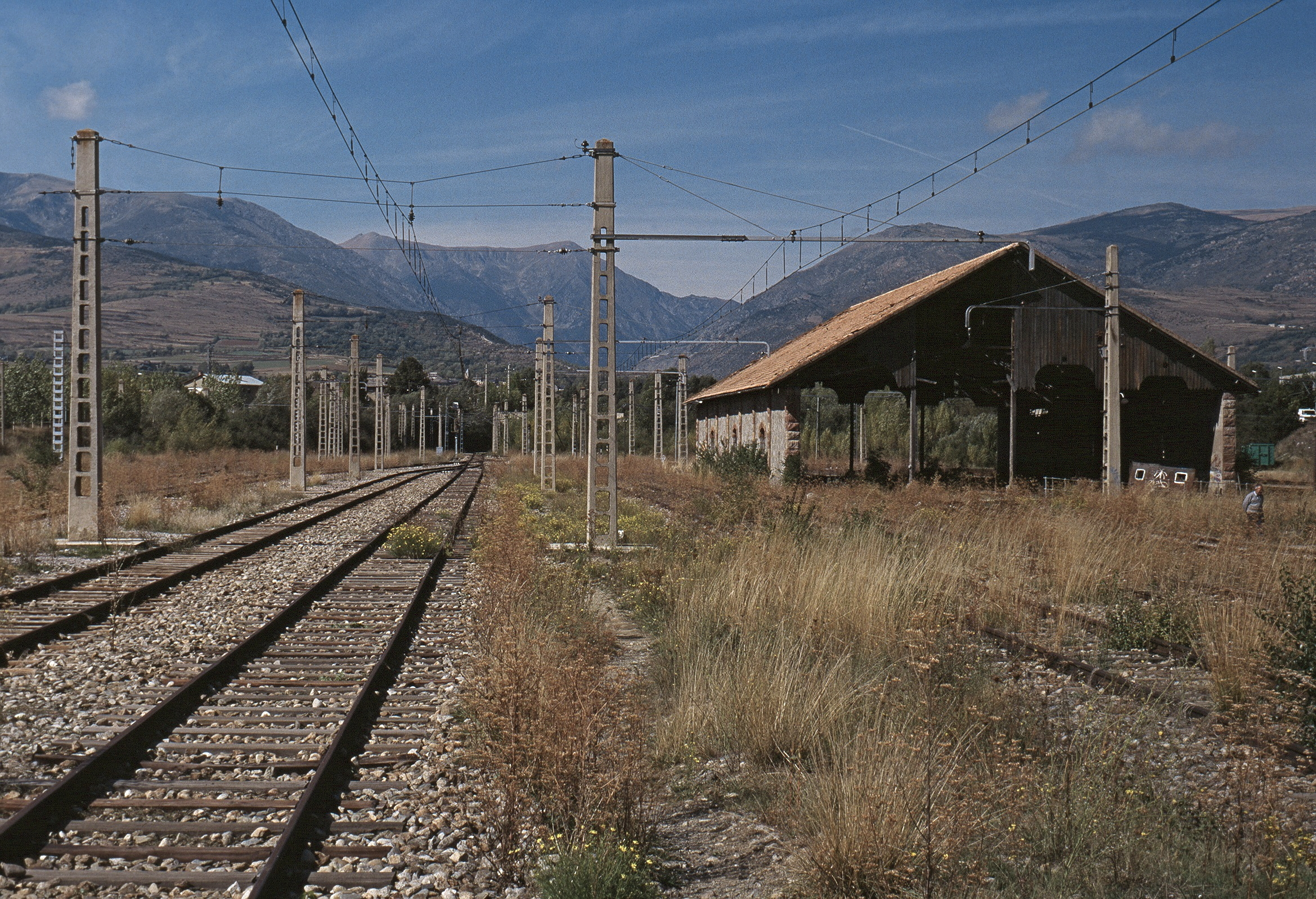
A korábbi Puigcerdà átrakóállomás a két eltérő nyomtávolságú vasútvonal között
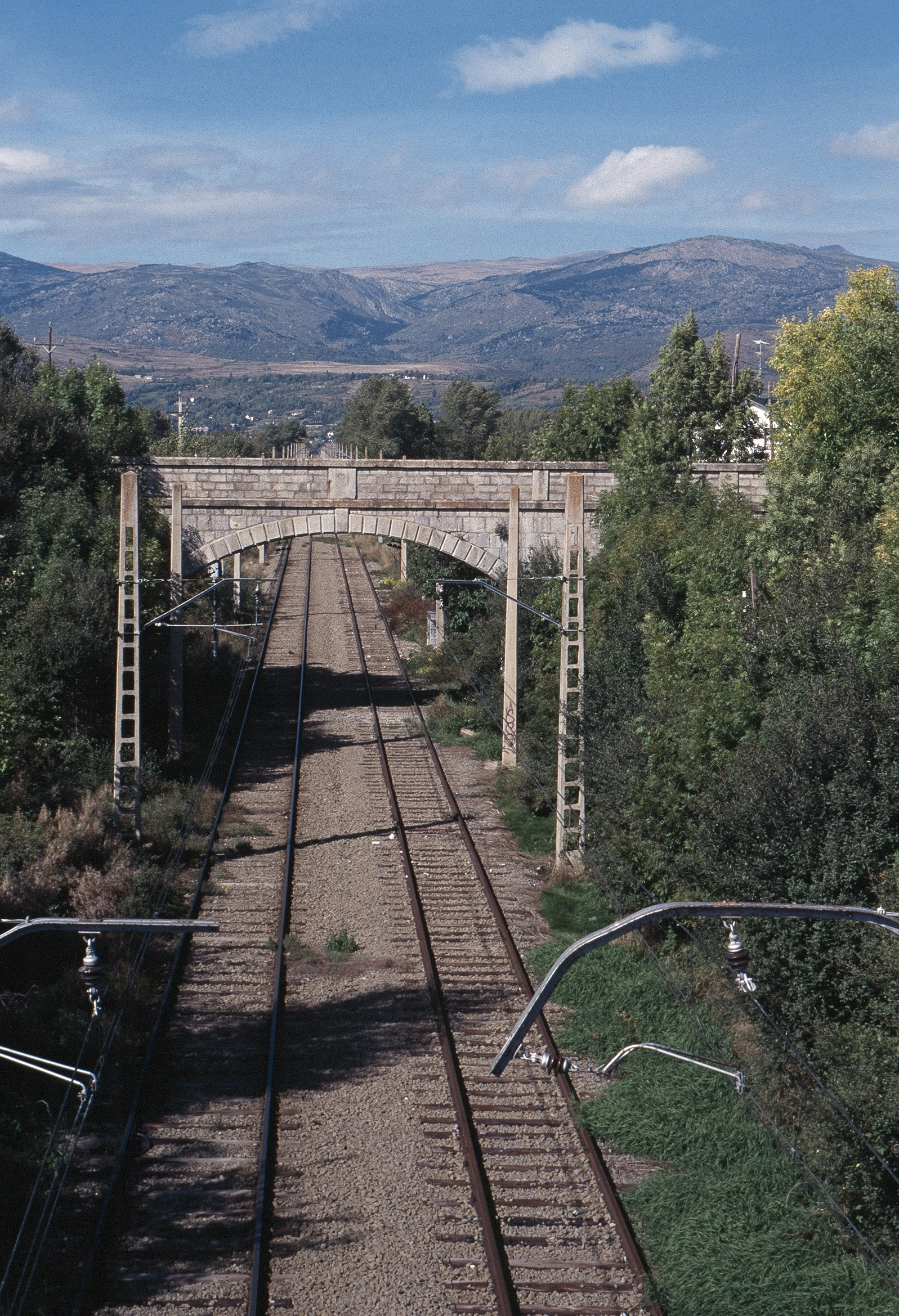
A párhuzamosan haladó két eltérő nyomtávolságú vasútvonal Puigcerdà és Latour-de-Carol - Enveitg között
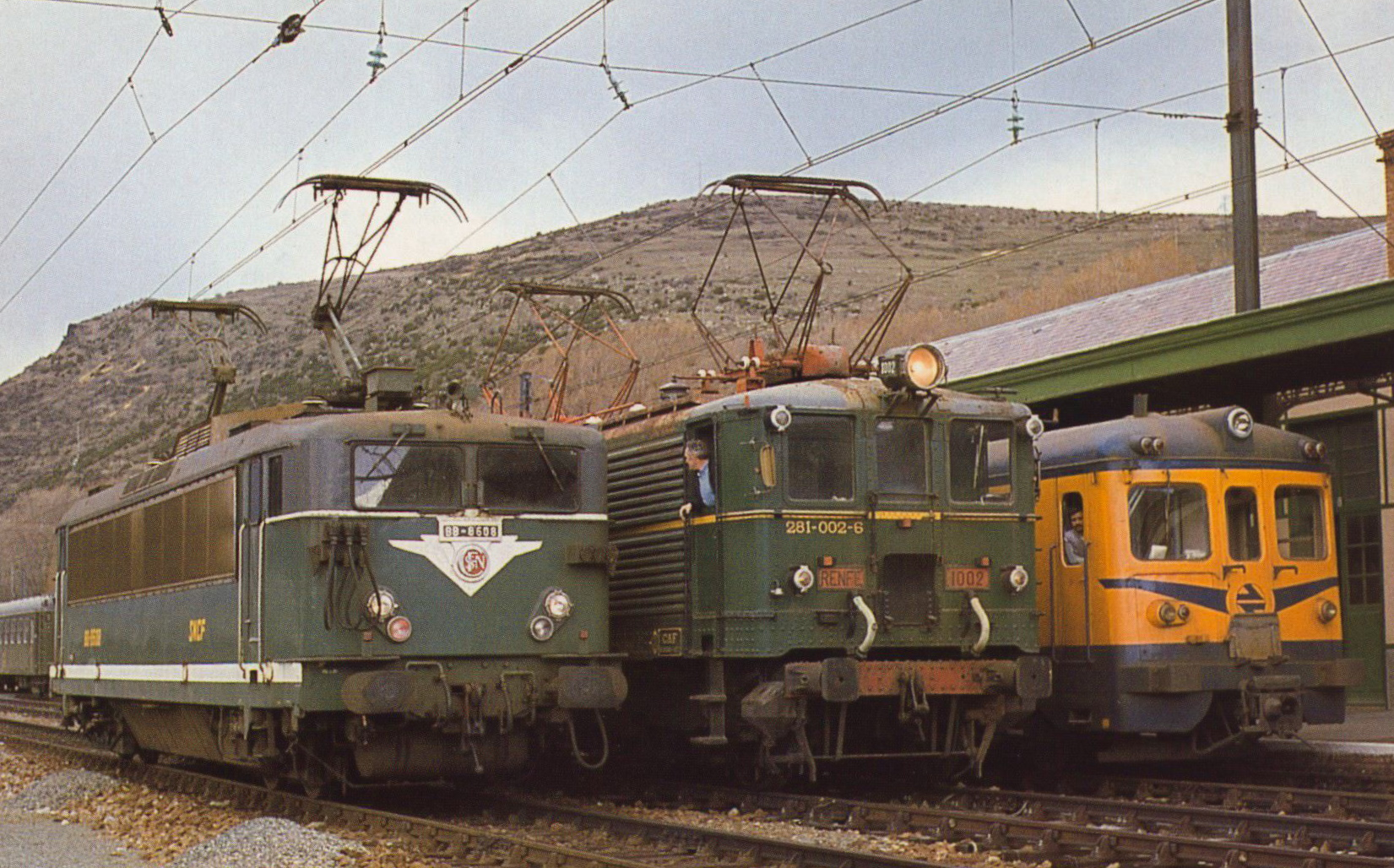
Három különböző nyomtávolságú vasúti jármű együttállása az állomáson